# Osservatorio di Nyrölä
L'osservatorio di Nyrölä (in finlandese Nyrölän observatorio) è un osservatorio astronomico finlandese situato presso l'omonima località nelle vicinanze di Jyväskylä, alle coordinate 62°20′47.85″N 25°30′47.16″E a 209 m s.l.m.. Il suo codice MPC è 174 Nyrola Observatory, Jyvaskyla.
L'osservatorio fu edificato a partire dal 1997 dagli astrofili locali riunitisi in associazione e divenne operativo dall'agosto del 1999.
Il Minor Planet Center gli accredita la scoperta dell'asteroide 22978 Nyrola effettuata il 14 novembre 1999.